# Округ Чикасо (Мисисипи)
Округ Чикасо (енгл. Chickasaw County) је округ у америчкој савезној држави Мисисипи.

## Демографија
По попису из 2010. године број становника је 17.392, што је 2.048 (-10,5%) становника мање него 2000. године.
| Група             | 2000.          | 2010.         |
| Белци             | 10.887 (56,0%) | 9.254 (53,2%) |
| Афроамериканци    | 8.020 (41,3%)  | 7.319 (42,1%) |
| Азијати           | 34 (0,2%)      | 53 (0,3%)     |
| Хиспаноамериканци | 445 (2,3%)     | 643 (3,7%)    |
| Укупно            | 19.440         | 17.392        |